# Woodsia pseudopolystichoides
Woodsia pseudopolystichoides là một loài dương xỉ trong họ Woodsiaceae. Loài này được Kiselev & Shmakov mô tả khoa học đầu tiên năm 1995.
Danh pháp khoa học của loài này chưa được làm sáng tỏ. 